# Championnat du Brésil de football de quatrième division
Le Championnat du Brésil de Série D de football constitue le quatrième niveau de la hiérarchie du football brésilien.
Le 9 avril 2008, la CBF décide de créer une quatrième division nationale, la Série D. La Série D regroupe 40 équipes, soit les quatre équipes reléguées de Série C et 36 clubs issus des différents championnats de football des États brésiliens, les campeonatos estaduais.

## Règlement

### Choix des équipes
D'après l'article 3 du chapitre I du règlement spécifique à la Série D de la CBF, sont qualifiées pour la saison 2013 de Série D les équipes correspondant à l'un des critères suivants :
- Être relégué de Série C ;
- Avoir terminé à la première place de son championnat d'Etat une fois retirées toutes les équipes prenant part aux championnats de Série A, Série B et Série C ;
- Avoir terminé à la seconde place de son championnat d'État une fois retirées toutes les équipes prenant part aux Série A, Série B et Série C.

Néanmoins, seuls les 9 championnats d'Etat les mieux classés au ranking de la CBF sont autorisés à envoyer deux clubs en Série D, les 18 autres États n'y pouvant donc envoyer que les clubs correspondant aux deux premiers critères.
Le règlement dispose également que les fédérations de football des États sont libres de mettre en jeu la qualification en Série D par un autre tournoi, à condition que celui-ci oppose au minimum 4 clubs.

### Organisation

#### Phase de poules
En 2009, les 40 équipes participantes étaient réparties en 10 poules de 4 équipes. Depuis 2010, elles sont réparties en 8 poules de 5 équipes. Les deux premiers se qualifient pour la phase finale. Toutes les autres équipes sont éliminées et devront gagner à nouveau leur ticket pour la Série D via les championnats d'État. En 2016, les 68 équipes participantes étaient réparties en 17 poules de 4 équipes.
À partir de 2020, 64 équipes participent au championnat. Les équipes sont réparties dans huit groupes de huit et se rencontrent en match aller et retour. Les 4 premiers de groupes (soit 32 équipes) se qualifient pour la phase finale à élimination directe.

#### Phase finale
La phase finale comprend les huitièmes de finale, les quarts de finale, les demi-finales et la finale. Chacun de ces tours se dispute en match aller-retour. Le club ayant eu les meilleurs résultats lors de la phase de poules reçoit au match retour. Les quatre demi-finalistes sont promus en Série C. Le vainqueur de la finale est déclaré champion de la Série D.

## Palmarès
| Année | Champion                 | Vice-champion     |
| ----- | ------------------------ | ----------------- |
| 2010  | São Raimundo (PA) (1)    | Macaé             |
| 2011  | Guarany de Sobral (1)    | Madureira         |
| 2012  | Sampaio Corrêa (1)       | CRAC              |
| 2013  | Botafogo PB (1)          | Juventude         |
| 2014  | Tombense (1)             | Brasil de Pelotas |
| 2015  | Botafogo SP (1)          | Ríver             |
| 2016  | Volta Redonda (1)        | CSA               |
| 2017  | Operário Ferroviário (1) | Globo             |
| 2018  | Ferroviário (1)          | Treze             |
| 2019  | Brusque (1)              | Manaus            |
| 2020  | Mirassol (1)             | Floresta          |
| 2021  | AA Aparecidense (1)      | Campinense        |
| 2022  | América Natal (1)        | Pouso Alegre      |
| 2023  | Ferroviário (2)          | Ferroviària       |
| 2024  | Retrô (1)                | Anápolis          |